# Cognin-les-Gorges
Cognin-les-Gorges ist eine französische Gemeinde mit 619 Einwohnern (Stand: 1. Januar 2022) im Département Isère in der Region Auvergne-Rhône-Alpes (vor 2016 Rhône-Alpes). Sie gehört zum Arrondissement Grenoble und zum Kanton Le Sud Grésivaudan. Die Einwohner werden Cognards genannt.

## Geographie
Cognin-les-Gorges liegt etwa 25 Kilometer westsüdwestlich von Grenoble an der Isère, die die Gemeinde im Norden begrenzt. Die Gemeinde ist zugleich Teil des Regionalen Naturparks Vercors. Umgeben wird Cognin-les-Gorges von den Nachbargemeinden Beaulieu im Norden, Vinay im Norden und Nordosten, Rovon im Osten und Nordosten, Malleval im Osten und Südosten sowie Izeron im Süden und Westen.

## Bevölkerung
| Jahr                       | 1962 | 1968 | 1975 | 1982 | 1990 | 1999 | 2006 | 2018 |
| -------------------------- | ---- | ---- | ---- | ---- | ---- | ---- | ---- | ---- |
| Einwohner                  | 372  | 397  | 341  | 425  | 532  | 539  | 626  | 633  |
| Quellen: Cassini und INSEE |      |      |      |      |      |      |      |      |

## Sehenswürdigkeiten
- alte Kirche Notre-Dame aus dem 12. Jahrhundert
- Kirche Notre-Dame aus dem Jahr 1896
- Burg Gélnat
- Höhlen von Le Nan

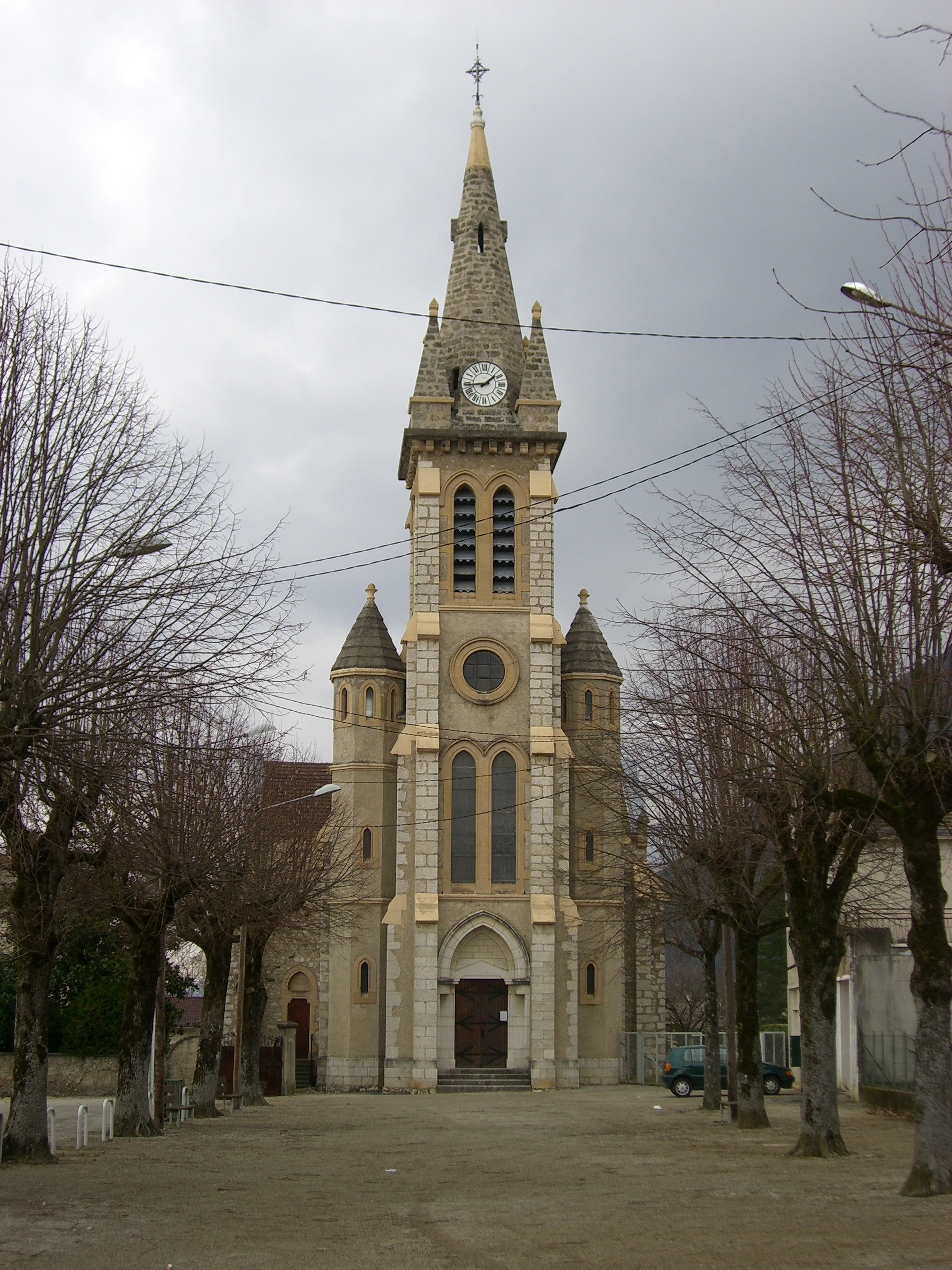
(heutige) Kirche Notre-Dame
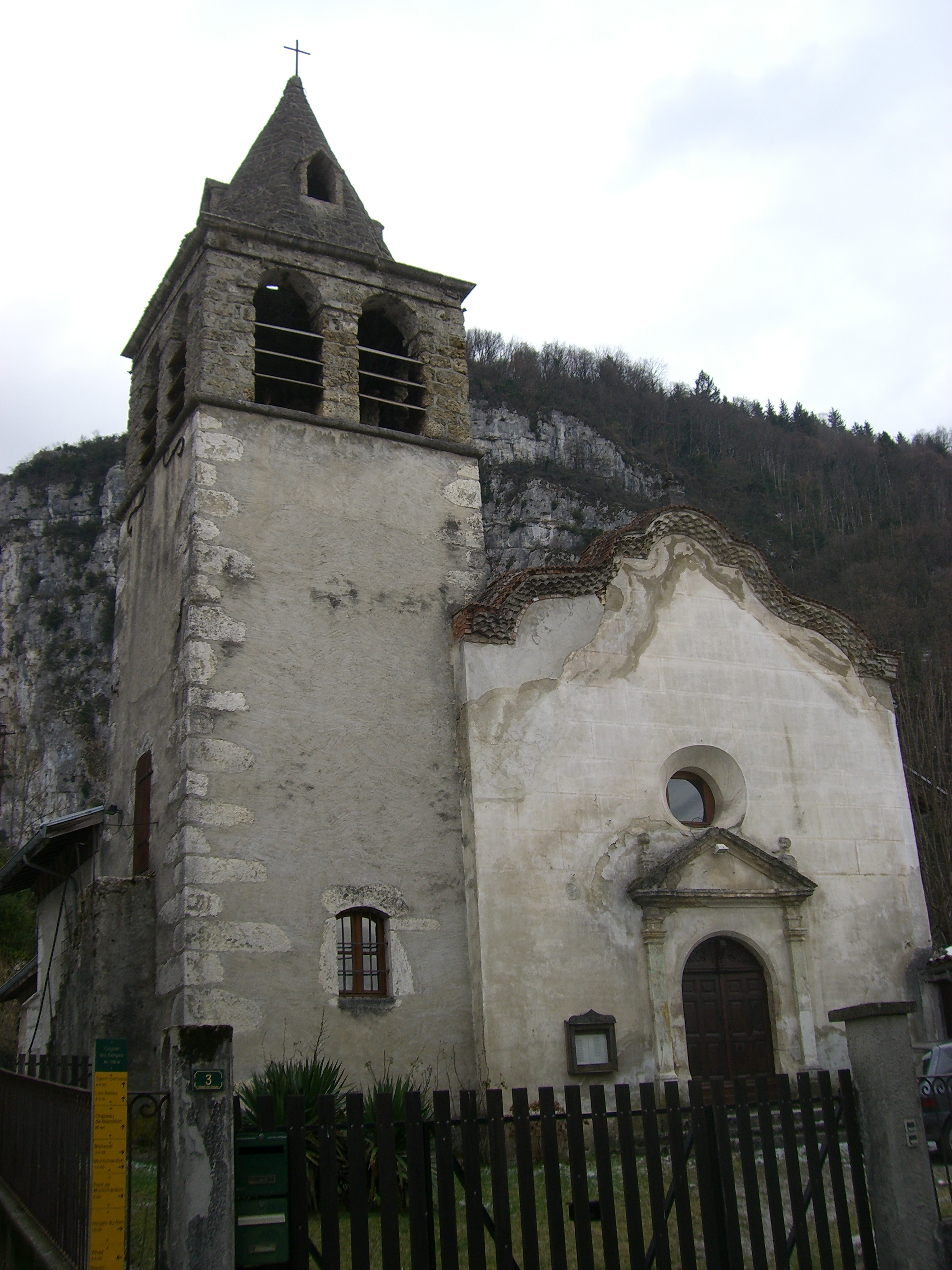
Alte Kirche
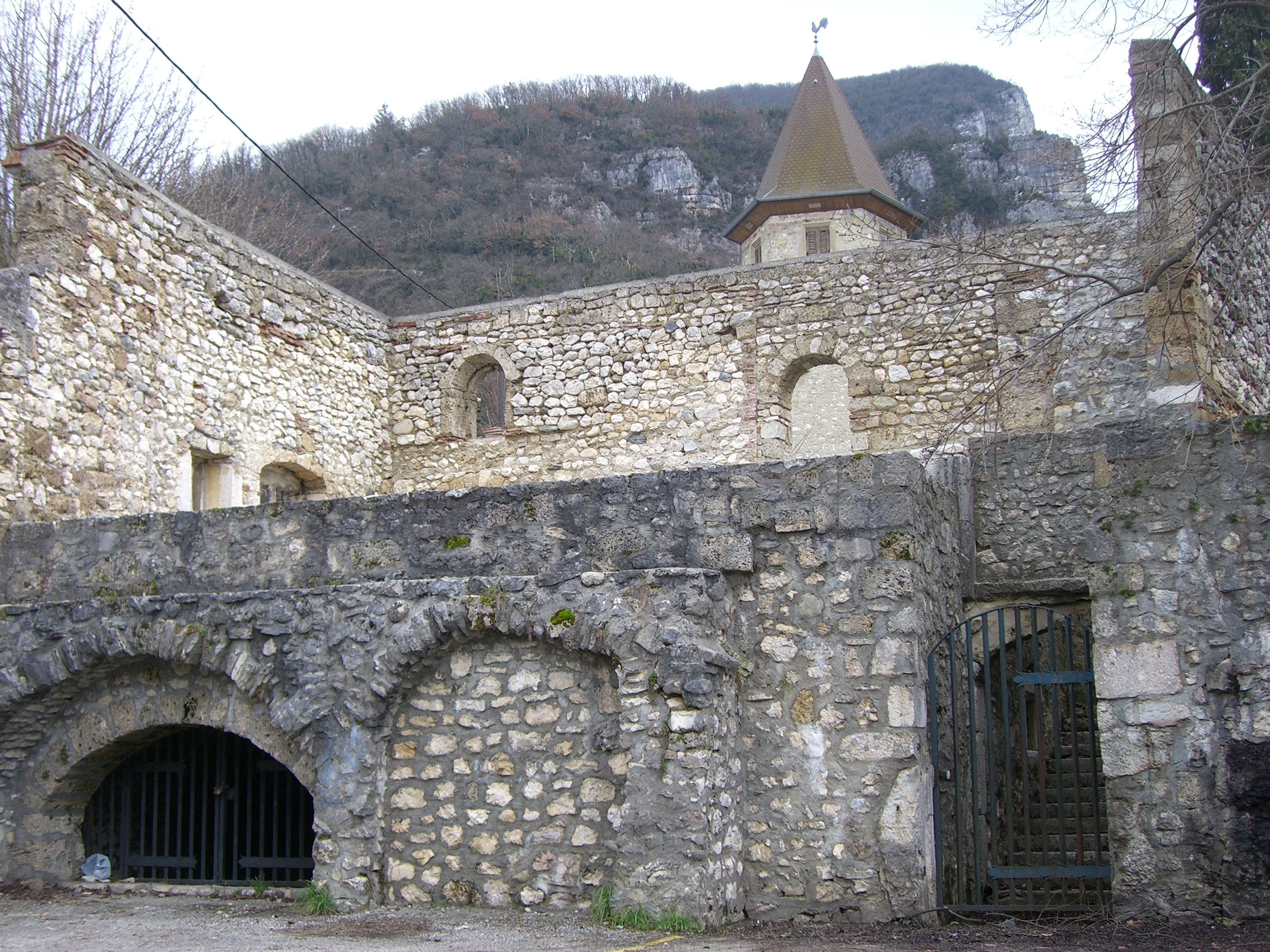
Burg Gélnat